# Serrat de Serrallímpia
El Serrat de Serrallímpia és una serra situada al municipi de la Baronia de Rialb a la comarca de la Noguera, amb una elevació màxima de 818 metres.